# HNK Gorica
Hrvatski nogometni klub Gorica is een Kroatische voetbalclub uit Velika Gorica.
De club ontstond in 2009 als een fusie tussen NK Radnik en NK Polet Buševec. In het eerste seizoen werd de fusieclub kampioen in de Treća HNL West en in 2011 in de Druga HNL maar HNK Gorica kreeg geen licentie om in het seizoen 2011/12 op het Prva HNL te spelen.

## Eindklasseringen vanaf 2010
| Seizoen | Competitie  | Niveau | Eindstand | Beker        | Opmerking                                                                           |
| ------- | ----------- | ------ | --------- | ------------ | ----------------------------------------------------------------------------------- |
| 2009/10 | 3. HNL-West | III    | 1         | --           |                                                                                     |
| 2010/11 | 2. HNL      | II     | 1         | --           | Geen licentie voor 1. HNL                                                           |
| 2011/12 | 2. HNL      | II     | 7         | --           |                                                                                     |
| 2012/13 | 2. HNL      | II     | 10        | 8e finale    |                                                                                     |
| 2013/14 | 2. HNL      | II     | 7         | 1e ronde     |                                                                                     |
| 2014/15 | 2. HNL      | II     | 3         | --           |                                                                                     |
| 2015/16 | 2. HNL      | II     | 4         | 1e ronde     |                                                                                     |
| 2016/17 | 2. HNL      | II     | 2         | voorronde    | pd-wedstrijden > HNK Cibalia Vinkovci: 0-2/1-3; Liga-topscorer: Benjamin Tatar (13) |
| 2017/18 | 2. HNL      | II     | 1         | 8e finale    |                                                                                     |
| 2018/19 | 1. HNL      | I      | 5         | --           |                                                                                     |
| 2019/20 | 1. HNL      | I      | 6         | kwartfinale  |                                                                                     |
| 2020/21 | 1. HNL      | I      | 5         | halve finale |                                                                                     |
| 2021/22 | 1. HNL      | I      | 6         | halve finale |                                                                                     |
| 2022/23 | 1. HNL      | I      | 9         | 8e finale    |                                                                                     |
| 2023/24 | 1. HNL      | I      | 7         | kwartfinale  |                                                                                     |
| 2024/25 | 1. HNL      | I      | 9         | kwartfinale  |                                                                                     |
| 2025/26 | 1. HNL      | I      |           |              |                                                                                     |

## Bekende (oud-)spelers
- Sven Blummel
- Damjan Đoković
- Tomislav Kiš
- Joey Suk